# Anne Bourchier, 7. Baroness Bourchier
Anne Bourchier, 7. Baroness Bourchier († 28. Januar 1571) war eine englische Adlige.

## Leben
Sie war das einzige Kind des Henry Bourchier, 2. Earl of Essex. Als dieser 1540 ohne männliche Nachkommen starb, erbte sie aus eigenem Recht dessen Titel Baron Bourchier. Die väterlichen Titel Earl of Essex und Viscount Bourchier waren nur in männlicher Linie vererbbar und erloschen.
Am 9. Februar 1527 heiratete sie William Parr, 1. Baron Parr of Kendal. Am 17. April 1543 verstieß er sie und beantragte beim Parlament die Annullierung der Ehe. 1552 wurde die Ehe schließlich per Parlamentsakt aufgehoben, die gemeinsamen Kinder für unehelich erklärt und die inzwischen geschlossene zweite Ehe Williams legitimiert.
Anne hinterließ somit keine legitimen Nachkommen und zog sich aus der Öffentlichkeit zurück. Bei ihrem Tod erbte ihr Großneffe 2. Grades Walter Devereux, 2. Viscount Hereford ihren Titel.